# Садовое (Омская область)
Садовое — село в Таврическом районе Омской области. Входит в состав Сосновского сельского поселения.

## Физико-географическая характеристика
Располагается в 26 км от Таврического и 39 км от Омска.

## История
В 1962 году указом Президиума Верховного Совета РСФСР населенный пункт пятого отделения Сосновского совхоза переименован в село Садовое.

## Население
| 2002 | 2010 |
| ---- | ---- |
| 408  | ↘245 |